# Карповская (Черевковское сельское поселение)
Карповская — деревня в Красноборском районе Архангельской области. Входит в состав Черевковского сельского поселения.

## География
Находится в юго-восточной части Архангельской области на расстоянии приблизительно 53 км на северо-запад по прямой от административного центра района села Красноборск на левобережье Северной Двины.

## Население
Численность населения: 8 человек (русские 100%) в 2002 году, 8 в 2010.